# Kales Building
El Kales Building (originalmente S.S. Kresge Company Building) es un edificio residencial de 18 pisos construido en 1914 y situado en el Downtown de Detroit, Míchigan. Hace parte del Distrito Histórico de Grand Circus Park. Está ubicado en el 76 West Adams. Fue diseñado por Albert Kahn.

## Historia
En su diseño arquitctónico, Kahn fue más allá de los tradicionales parámetros de Escuela de Chicago y le dio al Kales una fachada de líneas limpias, con elementos neoclásicos y neorrenacentistas como el techo inclinado y las ventanas superiores arqueadas. Está ubicado en la esquina donde comienza el Distrito histórico de Park Avenue.
Cuando se completó en 1914, el Kales albergó la sede de la S.S. Kresge Company, precursora del gigante minorista Kmart. Kresge solo ocupó 9 de los 18 pisos. El resto de los pisos fue arrendado a médicos y dentistas y los escaparates incluían una farmacia. S.S. Kresge Co. se mudó al Kales en 1930 para una nueva sede en Cass Park y la antigua sede siguió siendo una ubicación privilegiada para los consultorios médicos. Ese año se le dio su nombre actual.
El último inquilino, Nueva York Custom Shoe Shop, propiedad de Antonio Bava, se mudó en 1986 y permaneció vacante hasta su restauración en 2004.

## Renovación
En la década de 1990, se plantearon planes para el futuro Ford Field y Comerica Park en el lado oeste de la avenida Woodward. Se consideró que la demolición del Kales creaba espacio para estacionamiento. Su futuro quedó en el limbo cuando los estadios propuestos se cambiaron al lado opuesto de Woodward. Luego, la ciudad solicitó a Greater Downtown Partnership (GDP) que intentara vender la propiedad a los promotores inmobiliarios. 
Durante el verano de 1999, GDP lanzó una 'solicitud de propuestas' para el Kales y el cercano Hotel Statler para atraer las ofertas de los promotores que planean reconstruir el edificio en apartamentos tipo loft. La renovación se anunció a partir de entonces y el trabajo de limpieza inicial comenzó en 2000.
El Kales fue renovado en 2004 en 117 unidades residenciales con comercio a nivel del suelo.